# الشياطين (رواية)
رواية الشياطين (بروسية ما قبل الإصلاح: Бѣсы؛ وبروسية ما بعد الإصلاح: Бесы؛ وبنسخ الروسية: Bésy؛ وتُعرف، في كثير من الأحيان، باسم الممسوسون أو بالأبالسة) رواية للكاتب الروسي فيودور دوستويفسكي، نُشرت لأول مرة في مجلة الرسول الروسي في الفترة بين 1871-1872.
وهي تُعتبر إحدى الروائع الأربع التي كتبها فيودور دوستويفسكي، بعد عودته من المنفى السيبيري، إلى جانب رواية الجريمة والعقاب (1866)، ورواية الأبله (1869)، ورواية الإخوة كارامازوف (1880). رواية الشياطين هي رواية اجتماعية وسياسية ساخرة، ذات بُعد درامي نفسي، ورواية مأساوية على نطاق واسع. وصفتها الكاتبة الأمريكية جويس كارول أوتس بأنها «رواية دوستويفسكي الأكثر تشويشًا وعنفًا، وعمله «المأساوي» الذي يبعث على الرضا». وفقًا لرونالد هينغلي، فإنها رواية دوستويفسكي الأكثر هجومًا على العدمية، و«إحدى إنجازات الإنسانية الأكثر إثارة للإعجاب -بل وربما إنجازها الأسمي- في فن الخيال النثري».
رواية الشياطين هي رواية تمثيلية للعواقب الكارثية المحتملة للعدمية السياسية والأخلاقية، التي كانت سائدة في روسيا في ستينيات القرن التاسع عشر. فقد انزلقت مدينة خيالية إلى الفوضى، بعد أن تحولت إلى نقطة مركزية لثورة حاولت القيام بها؛ تحت إدارة المتآمر الرئيسي بيوتر فرخوفنسكي. تهيمن الشخصية الأرستقراطية الغامضة التي يمثلها نيكولاي ستافروجين- نظير فرخوفنسكي في المجال الأخلاقي- على الرواية، وتمارس تأثيرًا غير عادي على قلوب وعقول كل الشخصيات الأخرى تقريبًا. يُقدم الجيل المثالي المتأثر بالغرب في أربعينيات القرن التاسع عشر، والذي تجسد في شخصية ستيفان فرخوفنسكي (والد بيوتر فرخوفنسكي ومعلم الطفولة لنيكولاي ستافروجين)، على أنه سلف غافل ومتواطئ بائس مع القوى «الشيطانية» التي تستولي على المدينة.

## العنوان
العنوان الروسي الأصلي هو Bésy (باللغة الروسية: Бесы، صيغة المفرد: Бес، bés)، وهو ما يعني «الشياطين». هناك ثلاث ترجمات إنجليزية للرواية: الممسوسون، الأبالسة، الشياطين. روجت المترجمة الإنجليزية، كونستانس غارنيت، في سنة 1916، الرواية واكتسبت شهرة واسعة تحت عنوان الممسوسون، لكن مترجمين لاحقين اعترضوا على هذا العنوان. يقول المترجمون أن عنوان «الممسوسون» يسير في الإتجاه الخاطئ، لأن كلمة Bésy تشير إلى أشخاص فاعلين وليس إلى أشخاص مفعول بهم – ينبغي أن تكون «الماسّون» بدلًا من «الممسوسون». ورغم ذلك، فإن كلمة «الشياطين» لا تشير إلى الأشخاص الذين يتصرفون على نحو غير أخلاقي أو على نحو إجرامي، بل إلى الأفكار التي تمسهم وتستحوذ عليهم: قوى غير مادية لكنها حية تُخضِع وتستحوذ على الوعي الفردي (والجماعي)، تشوهه وتدفعه نحو الكارثة. وبحسب المترجم ريتشارد بڤيير، فإن الشياطين هي «مجموعة المذاهب التي أتت إلى روسيا من الغرب: المثالية، والعقلانية، والتجريبية، والمادية، والنفعية، والوضعية، والاشتراكية، واللاسلطوية، والعدمية، وما تستند إليه جميعًا؛ الإلحاد». تمثل الثقافة الروسية الأصيلة النابعة عن الروحانية والإيمان المتأصلين في الشعب؛ المثل الأعلى المضاد (المعبر عنه في الرواية من خلال شخصية إيفان شاتوف).
في رسالة موجهة إلى صديقه أبولون ميكوف، يلمح دوستويفسكي إلى واقعة طرد الأرواح الشريرة لممسوسي جيرجيسا، في إنجيل لوقا، باعتبارها إلهامًا للعنوان قائلًا: «نفس الشيء حدث بالضبط في بلادنا: فلقد خرجت الشياطين من الرجل الروسي ودخلت في قطيع من الخنازير … فهؤلاء غرقوا أو سيغرقون، والرجل الذي شُفي، الذي رحلت الشياطين منه، يجلس عند قدمي يسوع». استخدم دوستويفسكي جزء من هذا المقطع كاقتباس في بداية صفحات الرواية، وقد أفصح ستيفان فرخوفنسكي عن أفكار دوستويفسكي حول صلة ذلك بروسيا وهو على فراش الموت، قرب نهاية الرواية.

## مضمون الرواية
تعد الرواية من أفضل الروايات السياسية والتي تتناول علاقة التنظيمات الثورية المطلقة بالطبقة الاستقراطية في الإمبراطورية الروسية، حيث يسبر دوستويفسكي في رواية «الشياطين» مدى توغل الشيوعية في المجتمع الروسي والصراع الواقع بين طبقات الشعب. رواية تدين التغيير الذي يحدثُ سفك الدم وإحراق المنازل. وتعد نبؤة كتبها دوستويفسكي متحدثاً عن سلبيات الثورة البلشفية قبلَ وقوعها، ولهذا مُنعت هذه الرواية وصودرت في أيام الحكم الشيوعي.

## روابط خارجية
- رواية الشياطين على موقع الموسوعة البريطانية (الإنجليزية)
- كتاب مجاني: The Possessed (The Devils) على مشروع غوتنبرغ
- Joyce Carol Oates: Tragic Rites In Dostoevsky's The Possessed
- Dr Rowan Williams on Demons
- Compare English translations of Demons
- Online Russian text of Demons (بالروسية)